# Lovech (tỉnh)
Bản mẫu:Infobox Bulgarian Province

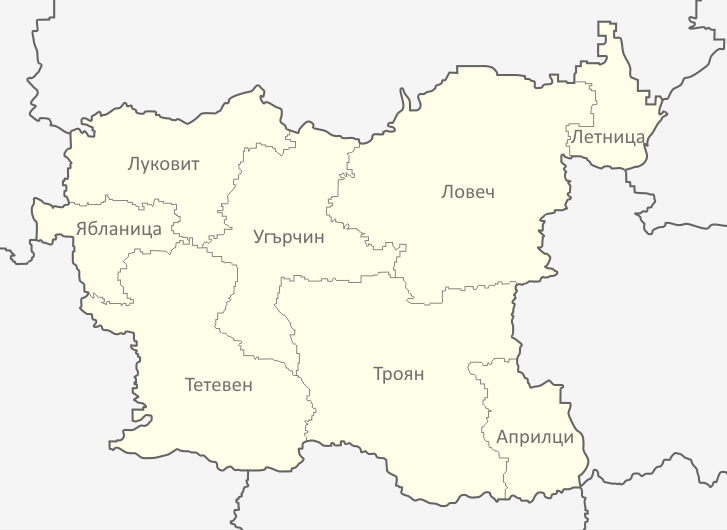
Các đô thị trong tỉnh Lovech

Lovech là một trong 28 tỉnh của Bulgaria. Tỉnh này có diện tích 4218  km², dân số thời điểm 2009 là 163.806 người. Tỉnh lỵ đóng tại thành phố Lovech.

## Các đô thị
Tỉnh Lovech (област, oblast) có 8 đô thị (số ít: oбщина, obshtina – số nhiều: общини, obshtini). Bảng dưới đây là chuyển tự tên các đô thị, thị trấn chính (in đậm) hoặc xã, dân số thời điểm năm 2009.
| Đô thị     | Cyrillic | Dân số | Thị trấn/Làng | Dân số |
| ---------- | -------- | ------ | ------------- | ------ |
| Apriltsi   | Априлци  | 3.392  | Apriltsi      | 3.116  |
| Letnitsa   | Летница  | 5.498  | Letnitsa      | 4.382  |
| Lovech     | Ловеч    | 60.426 | Lovech        | 48.151 |
| Lukovit    | Луковит  | 20.612 | Lukovit       | 10.761 |
| Teteven    | Тетевен  | 23,856 | Teteven       | 11.841 |
| Troyan     | Троян    | 36.535 | Troyan        | 25.965 |
| Ugarchin   | Угърчин  | 7.025  | Ugarchin      | 2.948  |
| Yablanitsa | Ябланица | 6.462  | Yablanitsa    | 3.073  |

## Nhân khẩu học
Theo điều tra dân số năm 2001, tỉnh Lovech có dân số 169.951 người, trong đó có 49.1% là nam giới và 50.9% là nữ giới.